# أحمد بن عبد الله السالمي
أحمد بن عبد الله ابن عثمان السالمي العتمي (1908 -1946)، شاعر وفقيه ومنشد يمني. ولد في عتمة بمحافظة ذمار.

## حياته
تتلمذ على يد حامد بن أحمد الهاملي. رحل إلى الحبشة عام 1933 بعد وفاة والده وعمل هناك تاجراً، وبعد سنتين عاد إلى وطنه. كان يمتلك صوتاً جميلًا في الإنشاد وساعده على ذلك معرفته بالعزف على آلة الطنبور التقليدية. سافر إلى عدن، ورفض تسجيل أغانيه في اسطوانة. وأثار إعجاب الإمام أحمد بن يحيى حميد الدين فقربه إليه. استقر بعد ذلك في قرية في تعز حتى وفاته في 1946 بسبب إصابته بمرض السل. وتعد قصيدة (بكت سحب الأصيل) من أشهر قصائده، غناها هو نفسه وعدد آخر من الفنانين.

## أعماله
من أشهر قصائده المغناة:
- حسبي الله: غناء علي الجمالي.
- رويدا بصَبّ: غناء علي الجمالي
- غلب الوجد: غناء علي الجمالي
- بكت سحب الأصيل: غناء أحمد عبد الله السالمي، عبد الرحمن رضا، قاسم الأخفش، أحمد السنيدار.